# Régions du canton des Grisons
Pour les articles homonymes, voir Région.

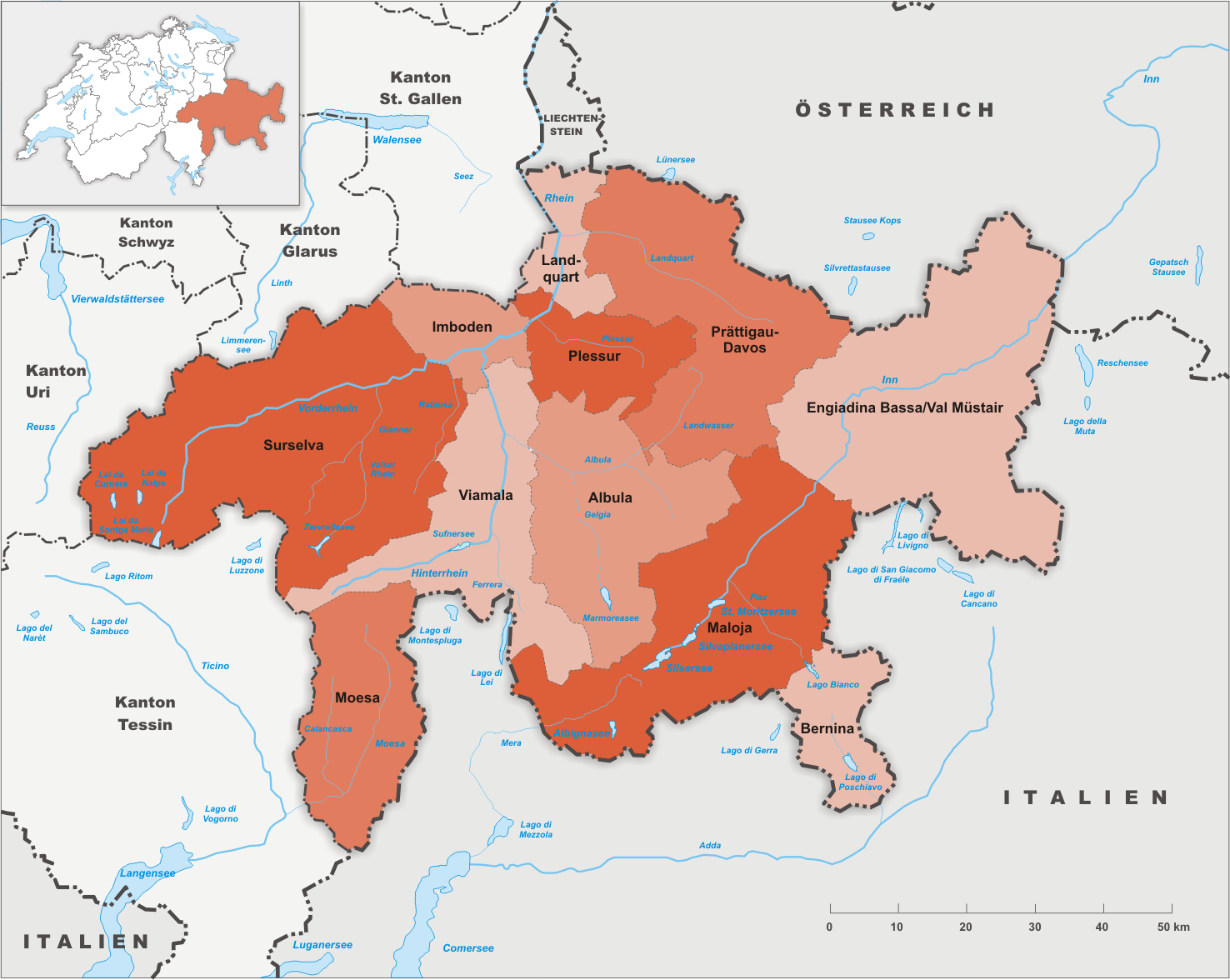
Carte montrant le découpage du canton en régions.

Les régions du canton des Grisons sont des subdivisions territoriales du canton des Grisons, en Suisse.
Créées le 1er janvier 2016, les 11 régions remplacent les 11 districts cantonaux.

## Liste
La liste complète des régions est la suivante : 
| Nom                         | Chef-lieu        | N° OFS | Communes | Population (décembre 2022) | Superficie (km2) | Densité (hab./km2) |
| --------------------------- | ---------------- | ------ | -------- | -------------------------- | ---------------- | ------------------ |
| Albula                      | Albula/Alvra     | B1841  | +06,     | +008 080,                  | +0683,51         | 12                 |
| Bernina                     | Poschiavo        | B1842  | +02,     | +004 584,                  | +0237,3          | 19                 |
| Engiadina Bassa/Val Müstair | Scuol            | B1843  | +05,     | +009 175,                  | +1 196,66        | 8                  |
| Imboden                     | Domat/Ems        | B1844  | +07,     | +021 695,                  | +0203,81         | 106                |
| Landquart                   | Landquart        | B1845  | +08,     | +026 129,                  | +0174,67         | 150                |
| Maloja                      | Samedan          | B1846  | +12,     | +018 153,                  | +0973,61         | 19                 |
| Moesa                       | Roveredo         | B1847  | +12,     | +009 071,                  | +0496,03         | 18                 |
| Plessur                     | Coire            | B1848  | +05,     | +043 614,                  | +0285,31         | 153                |
| Prättigau/Davos             | Klosters-Serneus | B1849  | +11,     | +026 323,                  | +0853,4          | 31                 |
| Surselva                    | Ilanz/Glion      | B1850  | +15,     | +021 507,                  | +1 373,54        | 16                 |
| Viamala                     | Thusis           | B1851  | +22,     | +014 207,                  | +0627,59         | 23                 |
| Total                       | Total            | Total  | +105,    | +202 538,                  | +7 105,44        | 29                 |